# Famille Crouan
Pour les articles homonymes, voir Crouan.
 (novembre 2024).
La famille Crouan est une famille originaire de Nantes dont les membres ont joué un rôle important dans l'industrie de cette ville au XIXe siècle et au XXe siècle. Son nom est attaché au Belem[pourquoi ?].

## Filiation simplifiée
- Pierre Nicolas Crouan (1749-1817) épouse Jeanne Trianon (1749-1789)
  - Pierre Claude Crouan épouse Marie Françoise Nicole Lorleac
    - Pierre Marie Crouan 1796-1874 épouse Marie Renée Keriguy
      - Germain Auguste Crouan 1828-1879  épouse Marie Jacquette Sébastienne Treut Le 1835-1885
        - Pierre Olivier Crouan 1861-1908 épouse sa cousine Marie Louise Laetitia CROUAN
          - Eugène Ernest Crouan (1890-1970) épouse Suzanne Madeleine Gouret (1897-1989)
            - Jacques Jean Ernest Crouan (1922-1983) s'engage dans Forces aériennes françaises libres (FAFL) et est breveté pilote d'observateur. Sous-lieutenant, il est affecté au Groupe de bombardement Lorraine en 1945.

  - Jean Jacques Crouan 1772-1848 épouse Marie Renée Médaille (1768-1823)
    - Prudent Louis Etienne Crouan (1800 à Brest - 1885 à Nantes). Né à Brest, Étienne Crouan s'embarque à l'âge de quinze ans sur un navire pris par les Anglais et réussit à échapper aux pontons anglais en se sauvant à la nage. Deux ans plus tard, négociant et armateur, il fonde sa maison commerciale au Brésil, dans la province du Pará. Il devient agent consulaire à Sainte-Marie de Belém en 1823, puis consul de France à Belém (Brésil) en 1832. Rentré en France en 1834, il est membre du tribunal de commerce de Nantes de 1840 à 1844. En 1831, il épouse Angélique Louise Eugénie de la famille Desloge, fille de Joseph Gilles Desloges de La Mulnière et de Marie Angélique Rozier (sœur de Ferdinand Rozier), et sœur de Firmin René Desloge. Ils sont notamment les parents d'Émile Crouan, agent de change, marié à la sœur de Jules Galot ; de Louise Crouan, religieuse carmélite ; de Denise Crouan, épouse de l'armateur Paul Galland ; de l'ingénieur Octave Prudent Crouan-Briau, maire de Varades et gendre de François Briau ; de Marie Angélique Crouan, épouse de l'armateur Gustave Douillard (fils de Constant Douillard). Il est fait chevalier de l'ordre national de la Légion d'honneur le 10 juillet 1833 et de l'ordre de l'Immaculée Conception de Vila Viçosa en 1837[1].
      - Octave Prudent Crouan (1844 à Nantes - 1931), ingénieur. Il épouse la fille de l'entrepreneur François Briau et héritière du château de la Madeleine. Il est maire de Varades de 1912 à 1919[2].

    - Denis Crouan (1806-1891), armateur. Il épouse Amélie Vauloup.
      - Fernand Crouan (1845-1905)

    - Augustin Alexandre Crouan (1801-1880) épouse sa cousine Eugénie Marie Jeanne Crouan
      - Amédée René Crouan (1848 à Nantes-1919), juriste et magistrat, il est procureur de la république à Morlaix en 1879, puis à Saint-Brieuc en 1880[3]. Il démissionne de la magistrature en 1885 lors des décrets. Il épouse Marguerite Eugénie Robillard, fille de Louis-Pierre Robillard, propriétaire du château de Marray à Chambourg-sur-Indre, leur fille épousera le fils de Paul de Farcy.

  - Etienne Florence Crouan (1773-1853) épouse Marie Françoise Nay.
    - Pierre-Louis Crouan (1798-1871).
    - Hippolyte-Marie Crouan (1802-1871), pharmacien.

  - Simon Crouan (1779-1814) épouse Jeanne Souchet puis veuf, épouse en secondes noces Marie Josèphe Louise Rosalie Corporaix.
    - (1) Louis Pierre Crouan (1800-1866) épouse Marie Françoise Jugault.
    - Henri Crouan (1836-1884) épouse Emilie Jeanne Balcon.
      - 
        - Henry Marie Eugène Crouan (1865 à Telgruc-sur-Mer - 1954 à Coray). Il est notaire, président de la Chambre des notaires, expert près les tribunaux, juge de paix, maire de Coray de 1894 à 1944, président de la commission d'administration du bureau de bienfaisance de Coray et du conseil d'arrondissement de 1898 à 1928, il est fait officier d'Académie en 1902, officier de l'Instruction publique en 1924 et officier de l'ordre national de la Légion d'honneur en 1938. Il épouse Hélène Marie Pauline Guyonval.
        - Émile Paul Marie Crouan (1871 à Telgruc-sur-Mer - 1941 à Quimper). Il est notaire, maire de Quéménéven de 1909 à 1925. Passé dans la magistrature, il est juge aux Tribunaux de première instance de Guingamp en 1930, puis à Morlaix en 1931 et à Pontivy en 1939[4]. Il épouse Anne Marie Françoise Désirée Jamault.
          - Jean Crouan (1906-1985) épouse Jeanne Thérèse Léonie Colin.

    - (2) Henry Thomas Crouan (1809-1900) épouse Joséphine Marie Mathilde Prevel.
      - Henry Crouan (1852-), ingénieur, inventeur et entrepreneur.

    - Victor Salomon Crouan (1814-1896) épouse Célestine Françoise Joseph Muller.
      - Julie Rosalie Crouan (1847-1919), élève d'Alphonse Colas, elle est peintre de sujets religieux et de natures mortes.

## Personnalités

### Étienne-Prudent Crouan (1800-1885)
Né le 27 mars 1800 à Brest, Étienne-Louis-Prudent Crouan s'embarque à l'âge de quinze ans sur un navire pris par les Anglais et réussit à échapper aux pontons anglais en se sauvant à la nage. Deux ans plus tard, négociant et armateur, il fonde sa maison commerciale au Brésil, dans la province du Pará. Il devient agent consulaire à Sainte-Marie de Belém en 1823, puis consul de France à Belém (Brésil) en 1832. Rentré en France en 1834, il est membre du tribunal de commerce de Nantes de 1840 à 1844.
En 1831, il épouse Louisa Desloge, fille de Joseph Gilles Desloges de La Mulnière et de Marie Angélique Rozier (sœur de Ferdinand Rozier), et sœur de Joseph François Desloge et de Firmin René Desloge. Ils sont notamment les parents d'Émile Crouan, agent de change, marié à la sœur de Jules Galot ; de Louise Crouan, religieuse carmélite ; de Denise Crouan, épouse de l'armateur Paul Galland ; de l'ingénieur Octave Prudent Crouan-Briau, maire de Varades et gendre de François Briau ; de Marie Angélique Crouan, épouse de l'armateur Gustave Douillard (fils de Constant Douillard).
Il est fait chevalier de la Légion d'honneur le 10 juillet 1833 et de l'ordre de l'Immaculée Conception de Vila Viçosa en 1837.
Il décède le 10 janvier 1885 à Nantes.

### Octave Prudent Crouan-Briau (1844-1931)
Né le 15 mai 1844 à Nantes, Octave Prudent Crouan devient ingénieur.
Marié à la fille de l'entrepreneur François Briau et héritière du château de la Madeleine, Octave Prudent Crouan est maire de Varades de 1912 à 1919.
Il meurt en 1931.

### Julie Crouan (1847-1919)
Élève d'Alphonse Colas, elle est peintre de sujets religieux et de natures mortes.

### Amédée Crouan (1848-1919)
Né le 8 juin 1848 à Nantes, Amédée René Joseph Crouan est le neveu d'Étienne-Prudent Crouan (1800-1885) et de Denis Crouan (1806-1871).
Juriste et magistrat, il est procureur de la république à Morlaix en 1879, puis à Saint-Brieuc en 1880. Il démissionne de la magistrature en 1885 lors des décrets.
Marié à la fille de Louis-Pierre Robillard, propriétaire du château de Marray à Chambourg-sur-Indre, leur fille épousera le fils de Paul de Farcy.
Il meurt en 1919.

### Henry Crouan (1852-)
Né le 3 octobre 1852 à Brest, Henry-Marie-Léon Crouan suit ses études de droit à Paris, étant destiné au notariat, mais, s'intéressant aux sciences, devient par la suite élève à l'École centrale en 1872, dont il sort diplômé.
Ingénieur, il rentre dans la maison Edoux, qu'il quitte au bout de quelques années pour fonder sa propre entreprise en 1877. Il développe un système d'ascenseur hydraulique à piston plongeur.
Également inventeur d'un gazomoteur, il fonde à Clichy-sur-Seine la société en commandite simple "H. Crouan & Cie", dénommée Société française du Gazomoteur, ainsi que la Société des moteurs et automobiles Crouan.

### Ernest Crouan
Il est banquier à Vannes.
Membre et secrétaire de la Société d'horticulture de Nantes, il publie divers, travaux, allocutions et rapports.

### Henry Crouan (1865-1954)
Né le 30 mai 1865 à Telgruc-sur-Mer, Henry Marie Eugène Crouan est notaire, président de la Chambre des notaires, expert près les tribunaux, juge de paix
Maire de Coray de 1894 à 1944, président de la commission d'administration du bureau de bienfaisance de Coray et du conseil d'arrondissement de 1898 à 1928, il est fait officier d'Académie en 1902, officier de l'Instruction publique en 1924 et officier de la Légion d'honneur en 1938.
Il est mort en août 1954 à Coray.

### Émile Crouan (1871-1941)
Né le 24 juillet 1871 à Telgruc-sur-Mer, il devient notaire.
Il est maire de Quéménéven de 1909 à 1925.
Passé dans la magistrature, il est juge au Tribunaux de 1re instance de Guingamp en 1930, puis à Morlaix en 1931 et à Pontivy en 1939.
Il est le père de Jean Crouan et le beau-père de l'industriel André Chancerelle.
Il meurt le 6 octobre 1941 à Quimper.

### Jacques Crouan (1922-1983)
Il s'engage dans Forces aériennes françaises libres (FAFL) et est breveté pilote d'observateur.
Sous-lieutenant, il est affecté au Groupe de bombardement Lorraine en 1945.

### Bernard Crouan
Il est maire de Quéménéven de 2001 à 2008 et premier président de la Communauté de communes du Pays de Châteaulin et du Porzay.

### Denis Crouan (1950-)
Né le 30 avril 1950, il est docteur en théologie catholique, professeur de Lettres et d'Histoire, organiste et maître de chœur.
Il est l'auteur de nombreux ouvrages sur la question de la liturgie, dont il est un spécialiste.
Il est le fondateur et président de l'Association "Pro Liturgia".
Il a publié :
- Symboles et mystère de la messe, Téqui, 1982
- Célébrer l'Eucharistie en Église, Téqui, 1986
- Le chant grégorien : son esprit, sa pratique, éditions Résiac, Montsûrs, 1987
- Réflexions sur la liturgie : la question de la langue cultuelle, Téqui, 1987
- L'Art et la liturgie : essai sur les rapports constants unissant l'art et la liturgie au cours des siècles , Téqui, 1988
- Histoire du missel romain, Téqui, 1988
- Les Offices de la Semaine sainte, Téqui, 1988
- Offices et coutumes du temps de Noël [Texte imprimé] : du premier dimanche de l'Avent au baptême du Seigneur, Téqui, 1989
- La liturgie confisquée : lettre ouverte aux évêques et à tous ceux qui trahissent la liturgie conciliaire, Téqui, 1997
- La liturgie après Vatican II : effondrement ou redressement, Téqui, 1999
- Histoire et avenir de la liturgie romaine, Téqui, 2001
- Introduction à la Messe de Paul VI, introduction générale du Missel Romain, François-Xavier de Guibert, 2003
- Accueillir et célébrer l'Eucharistie dans l'esprit de Vatican II, Téqui, 2005
- La messe en latin et en grégorien, Téqui, 2006
- Rouffach : des origines à nos jours, Société d'histoire et d'archéologie du bailliage de Rouffach, 2017

## Galerie

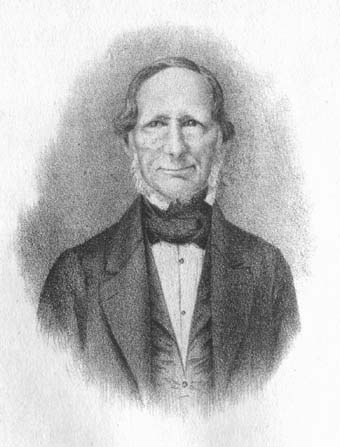
Pierre Louis Crouan (1798-1871)
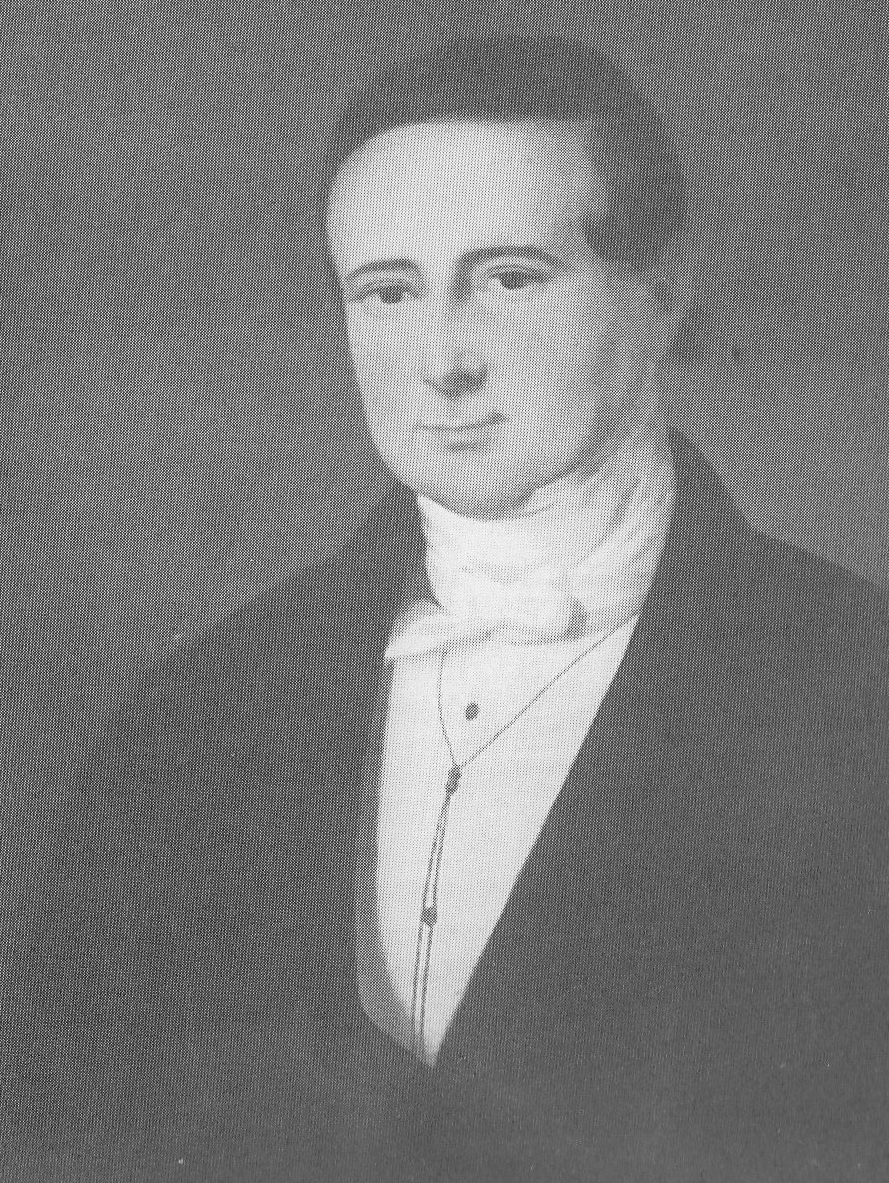
Augustin Alexandre Crouan (1801-1880)
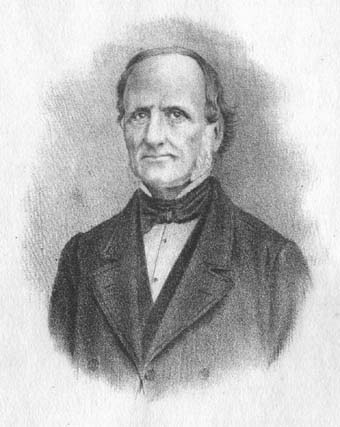
Hippolyte-Marie Crouan (1802-1871)
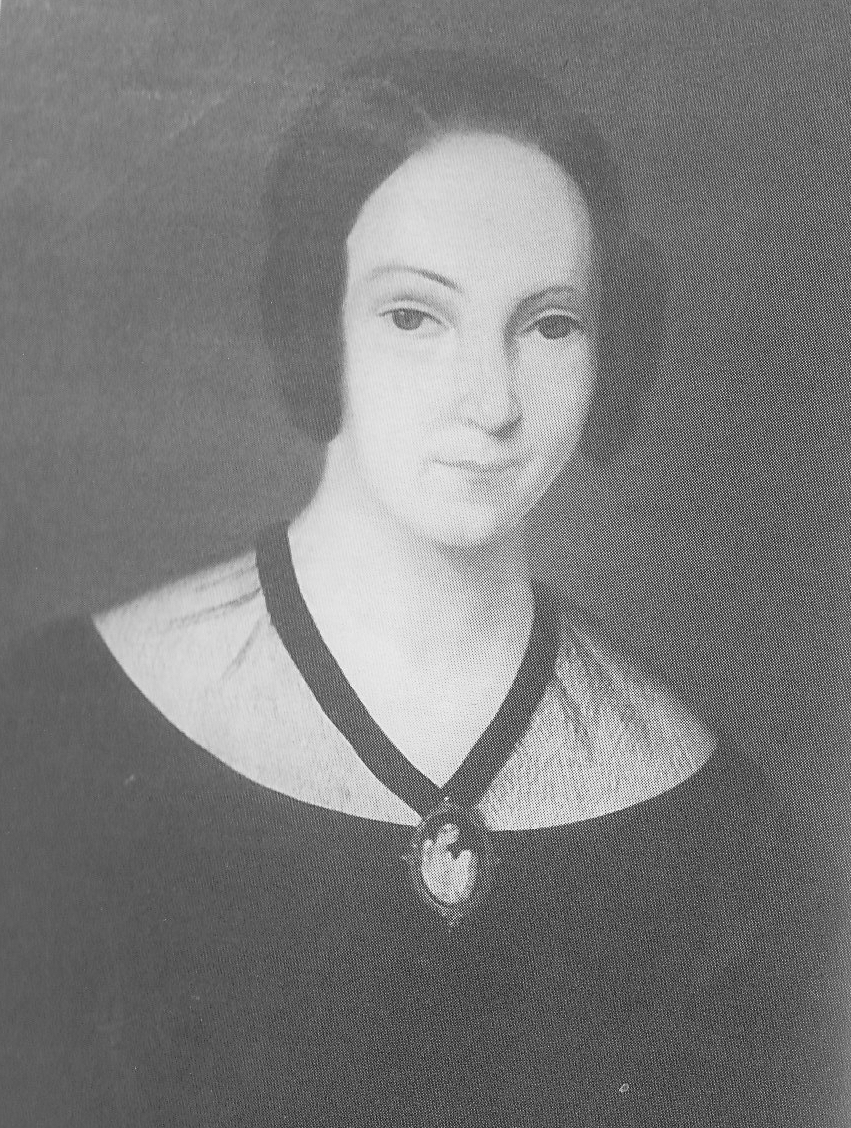
Eugénie Marie Jeanne Crouan (1817-1900)
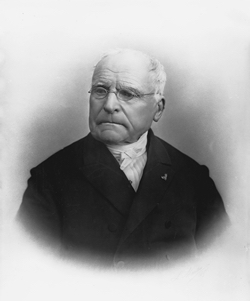
Fernand Crouan (1845-1905)
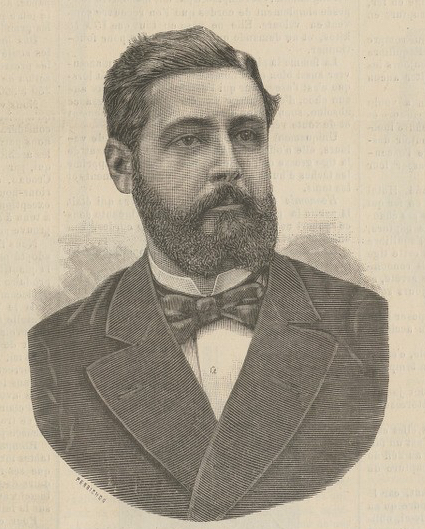
Henry-Marie-Léon Crouan (1852-)
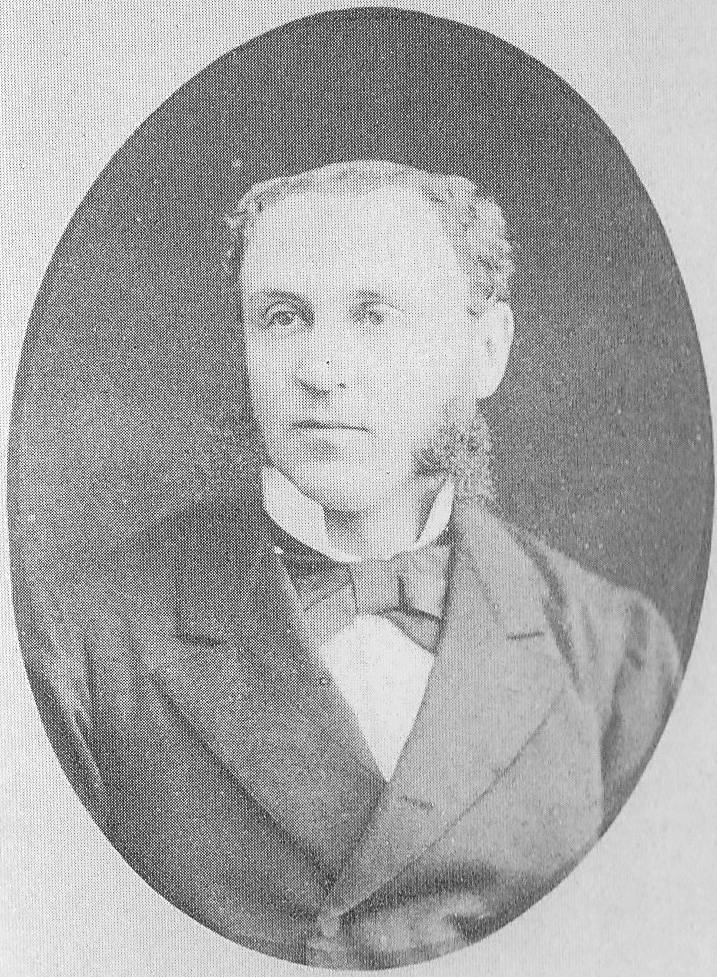
Amédée René Joseph Crouan